# هولندا الجديدة (أستراليا)

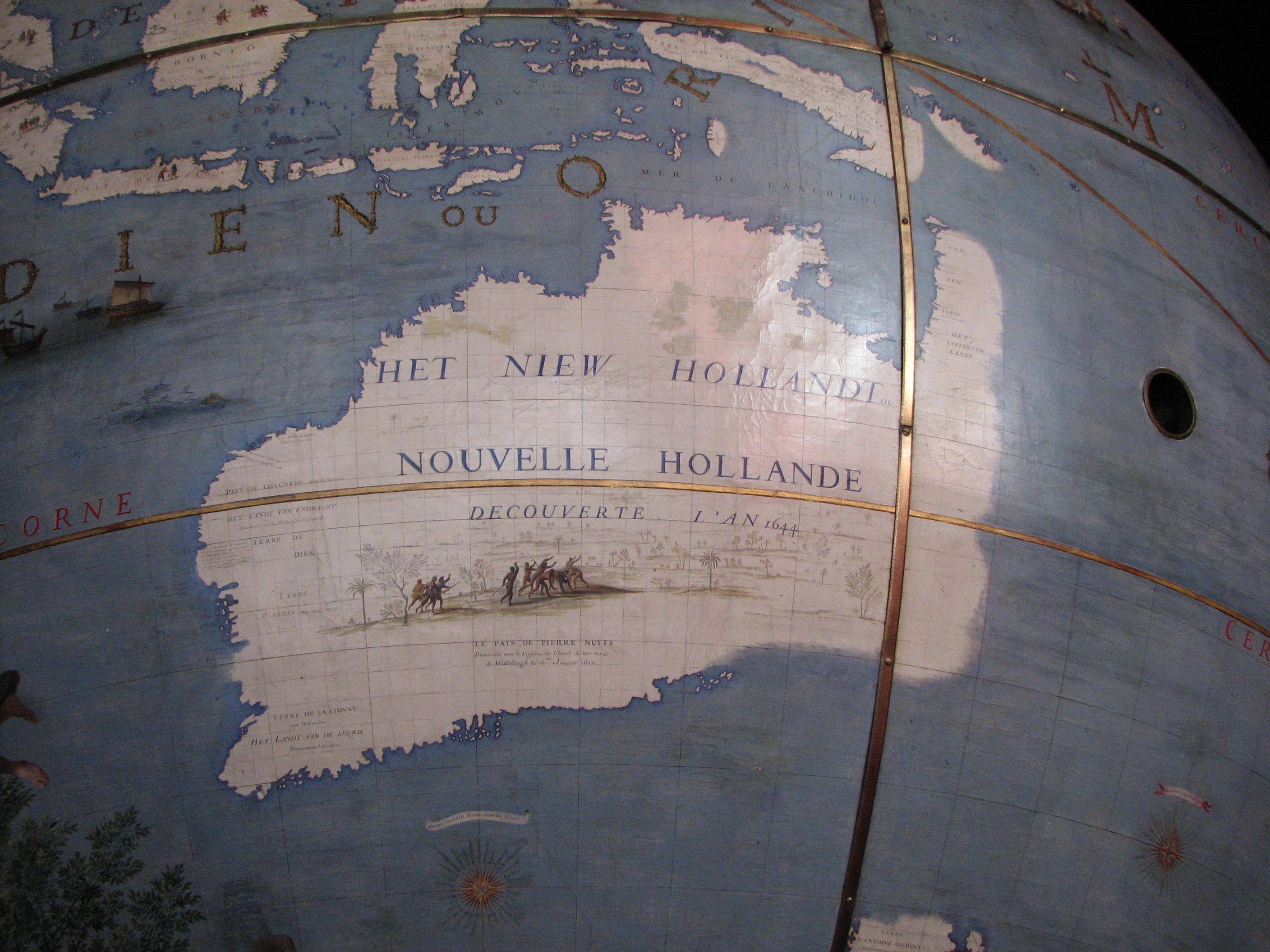
هولندا الجديدة كما عيّنها فينسنزو كورونيللي على الخارطة بتكليف عام 1681

هولندا الجديدة (بالهولندية: Nieuw Holland)‏ هو الاسم التاريخي الأوروبي لقارة أستراليا.
أعطى البحارة الهولندي أبل تاسمان الاسم لأستراليا لأول مرة عام 1644. وقد شمل الاسم «الأرض الجنوبية» بأكملها، على الرغم من أن ساحل القارة لم يكن قد اكتشف بالكامل حينها؛ لكن بعد الاستيطان الأوروبي في منطقة سيدني عام 1788، سمّيت المنطقة الواقعة شرق القارة التي طالبت بها بريطانيا باسم نيوساوث ويلز، تاركةً الجزء الغربي باسم نيوهولاند (هولندا الجديدة). استمر استخدام هذا الاسم بصفة شبه رسمية واستخدم بصورة شائعة كاسم للقارة بأكملها حتى منتصف خمسينيات القرن التاسع (1850) عشر على الأقل.